# Ю
Ю, ю (cursiva Ю, ю) es una letra del alfabeto cirílico. Es la vigésimo novena letra en el alfabeto búlgaro, la trigésimo primera en el  alfabeto bielorruso, y la trigésimo segunda en el alfabeto ruso y ucraniano. Su pronunciación es "yu".

## Orígenes
Aparte de la forma I-O, en  manuscritos primitivos en antiguo eslavo eclesiástico la letra aparece también en su forma reflejada O-I (Ꙕ, ꙕ). Es esta la forma que probablemente haya sido la original, representando fielmente la combinación griega οι (ómicron-iota). En los tiempos en los que el alfabeto griego fue adaptado al antiguo eslavo eclesiástico (dando lugar al alfabeto cirílico), este dígrafo representaba la vocal cerrada anterior redondeada /y/ en el griego culto. El dígrafo οι era tan básico para los hablantes de griego que la letra υ (ípsilon) que representaba el mismo sonido pasó a llamarse υ ψιλόν (y psilon), υ "simple" en contraste con οι "compleja".
Probablemente, de manera análoga a las otras letras iotizadas "de Iota, Ѥ, ІА (cirílico), Ѩ (cirílico) y Ѭ (cirílico), que cumplían funciones similares en el antiguo eslavo eclesiástico, esta ligadura OI fue pronto reflejada a su forma actual ю.[cita requerida].

## Uso
Representa la vocal iotizada /ju/, o /u/ después de una consonante palatalizada.

## Tabla de códigos
| Codificación de caracteres | Tipo      | Decimal | Hexadecimal | Octal  | Binario             |
| -------------------------- | --------- | ------- | ----------- | ------ | ------------------- |
| Unicode                    | Mayúscula | 1070    | 042E        | 002056 | 0000 0100 0010 1110 |
| Unicode                    | Minúscula | 1102    | 044E        | 002116 | 0000 0100 0100 1110 |
| ISO 8859-5                 | Mayúscula | 206     | CE          | 316    | 1100 1110           |
| ISO 8859-5                 | Minúscula | 238     | EE          | 356    | 1110 1110           |
| KOI 8                      | Mayúscula | 224     | E0          | 340    | 1110 0000           |
| KOI 8                      | Minúscula | 192     | C0          | 300    | 1100 0000           |
| Windows 1251               | Mayúscula | 222     | DE          | 336    | 1101 1110           |
| Windows 1251               | Minúscula | 254     | FE          | 376    | 1111 1110           |
Sus códigos HTML son: &#1070; o &#x42E; para la minúscula y &#1102; o &#x44E; para la minúscula.
- Datos: Q186250
- Multimedia: Cyrillic Yu / Q186250